# Srí Lanka világörökségi helyszínei
Srí Lanka területéről eddig nyolc helyszín került fel a világörökségi listára, két helyszín a javaslati listán várakozik a felvételre.
| | Anuradhapura szent városa |
| 1982 |                           |
| Kulturális (II)(III)(VI) |                           |
| Hivatkozás: 200 |                           |
| Anuradhapura, a buddhizmus egyik legfontosabb szent helye mintegy 1300 éven keresztül politikai és vallási főváros volt. Alapítása a hagyomány szerint egy szent fügefához kötődik. Ez a fa annak a fának egyik ágából fejlődött ki, ami alatt a Buddha megvilágosodott. A legenda szerint az ágat i. e. 244-ben hozta Sri Lankára egy Szang-Hamita nevű buddhista szerzetesnő. A több mint 2200 éves fa, a Sri Maha Bodhi ma is él, egy szentélyből kiindulva a városközpont egy részét elborítja. A település alapítása után nem sokkal az ország fővárosa lett. A város legfontosabb műemlékei a kör alaprajzú, monolit oszlopokkal körbevett leginkább szingaléz sztúpákhoz hasonlító szent sírkamrák. Anuradhapura legfontosabb műemlékei közé tartozik az i. e. 3. században épült Iszurumunija-szentély, amelyet laikusok alapítottak a szent fa körül történt csodák hatására, az i. e. 2. században emelt 110 méter magas Ruvanveli dagoba, az i. e. 1. századból származó Abhajagiri-kolostor, valamint a világ legmagasabb sztúpája az i. sz. 4. századra datálható Dzsetavana dagoba. A települést később többször is dél-indiai csapatok támadták meg, ennek hatására 993-ban lakossága elmenekült és teljesen elnéptelenedett. Maradványait benőtte a dzsungel, azonban napjainkban újra látogatható |                           |

| | Polonnaruva |
| 1982 |             |
| Kulturális (I)(III)(VI) |             |
| Hivatkozás: 201 |             |
| Polonnaruva a korábbi ideiglenes királyi rezidencia Anuradhapura 993-as elpusztítása után az ország fővárosává vált. Ma is látható középkori műemlékei a hódító Csolák és a 12-13. századi szingaléz uralkodók korából származnak. A település virágkorát a 12. században élte majd a 13. század végén hosszú hanyatlás után a kormányzat székhelyét elköltöztették, ezután lakosai elhagyták. 9. századi épületeit a brahmanizmus tiszteletére emelték, ezek főleg Siva-templomok voltak amelyeket bronzszobrokkal díszítettek. A 11. században miután a Csolák hatalmát leverték főleg buddhista szentélyeket építettek valamint egy palotát, középületeket, iskolákat, kórházakat és öntözőrendszereket. A város legjelentősebb műemlékei a 12. századból valók köztük egy hatalmas kert amelynek öntözőrendszere ma is használható, egy palota tanácsteremmel és fürdővel, a Gal Vihára barlangtemplom egy 14 méter hosszú fekvő buddha szoborral és a „Nyolc Ereklye Háza”. A 13. század elejére datálható emlékművek kevésbé kifinomultak de hasonlóan monumentálisak közülük legjelentősebb a Rankot Vihara egy 175 méter átmérőjű 55 méter magas sztúpa. |             |

| | Szigirija |
| 1982 |           |
| Kulturális (II)(III)(IV) |           |
| Hivatkozás: 202 |           |
| Szigirija egy hegyi erőd ami az ország középső részén emelkedő 200 méter magas úgynevezett Oroszlán-sziklán helyezkedik el. A trópusi növényzetből kiemelkedő erősen lekopott vulkanikus szikla tetejére az 5. század végén, I. Kásjapa király uralkodása alatt építették az erődöt, amelynek ma már csak a romjai láthatók. A hozzá vezető ösvény (amely egy téglából készült nagyméretű oroszlánszobor lábaitól indul) sziklafalait festményekkel díszítették, ezek közül sok kiváló állapotban maradt fenn. A képek nimfákat ábrázolnak az alakok között helyenként versekkel amelyek a szingaléz nyelv legősibb megmaradt szövegei közé tartoznak. A nőalakok virágokkal üdvözlik az elvonuló uralkodót, a szövegekből kiderül, hogy az ősi Ceylon irodalma jelentős hatást gyakorolt a település életére. A környéket uraló hatalmas citadella fő részeit csarnokok, fürdők, hidak, kertek és szökőkutak alkotják. |           |

| | Sinharádzsa Erdő Természetvédelmi Terület |
| 1988 |                                           |
| Természeti (IX)(X) |                                           |
| Védett terület: 8 864 ha, hivatkozás: 405 |                                           |
| Szinharádzsa, Srí Lanka utolsó érintetlen trópusi esőerdője az ország délnyugati részén terül el 500 és 1000 méteres tengerszint feletti magasság között. A területet már 1875-ben védetté nyilvánították, amikor a sziget még gyarmat volt. A 85 négyzetkilométeres védett övezet valójában egy keskeny földsáv amelyen két növényzettípus különböztethető meg, erdők valamint másodlagos erdők cserjésekkel. A helyi népesség gyors növekedése miatt ezt a bioszféra rezervátumot szigorú törvényekkel kell védeni. Megtiltották az erdő mindennemű hasznosítását kivéve a diópálma növényrostjainak gyűjtését, viszont az illegális fakitermelés és a drágakőbányászat azonban továbbra is súlyos problémákat okoz. A természetvédelmi terület fáinak több mint 60 százaléka endemikus fajokhoz tartozik és kiemelkedő az orchideák száma is. Jelentős az itt élő vadállat állomány is, megtalálható benne Srí Lanka őshonos emlős- és pillangófajainak több mint a fele, valamint számos rovar-, kétéltű és hüllőfaj is. |                                           |

| | Kandi szent városa (A fog temploma és a hozzá tartozó épületek) |
| 1988 |                                                                 |
| Kulturális (IV)(VI) |                                                                 |
| Hivatkozás: 450 |                                                                 |
| Kandi szent városában, a buddhizmus egyik központjában őrzik Srí Lanka legfontosabb ereklyéjét a Buddha egyik szemfogát. A Fog-templomban őrzött ereklye tiszteletére minden évben felvonulást rendeznek amelyen hívek tízezrei vesznek részt. A települést a 14. században alapították azonban fennmaradt épületeinek legnagyobb része a 19. századból való. A város 1592-ben lett e királyság fővárosa, 1815-ig a szingaléz függetlenség egyik központja maradt, ekkor azonban brit fennhatóság alá került. Legfontosabb műemlékei a palotakomplexum egy fából készült közmeghallgatási csarnokkal, a híres zarándokhely a kétszintes Fog-templom, és a Virágoskert-templom. A város közepén terül el a mesterségesen kialakított 4 kilométer kerületű Kandi-tó. Kandit jelenleg is buddhista hívők milliói tekintik szent városnak. |                                                                 |

| | Gálle óvárosa és erődítményei |
| 1988 |                               |
| Kulturális (IV) |                               |
| Hivatkozás: 451 |                               |
| Gálle területe már az ókorban is lakott volt a forrásokban Tarsis néven szerepel. Később a Kínai Birodalommal folytatott kereskedelem egyik fontos kikötője volt, de az európaiak csak a 16. század elején szereztek tudomást róla amikor a portugálok elfoglalták. 1640-ben holland fennhatóság alá került majd a 18. században a britek érkezése előtt érte el fejlődésének csúcspontját. A település építészetében európai és délkelet-ázsiai stílusjegyek keveredése figyelhető meg, erődített városmagja nagyrészt a 18. század első harmadából való. Az erődöt 14 bástyával erősítették meg, és körülbelül fél négyzetkilométeres területet fogott közre. A portugál időszakból szinte semmi nem maradt fenn mert a hollandok szinte mindent átépítettek. A település szabályos rács alaprajzú, a peremkerületek utcái észak-déli tájolásúak és párhuzamosak az erőd falával. Kiemelkedő helyet foglalt el a Kormányzósági Palota, a fegyvertár, a lőporraktár valamint a barokk templomok, a bástyák és a városkapu. A 2004-es indiai-óceáni cunami során jelentős károkat szenvedett, az áldozatok száma elérte a négyezret. |                               |

| | Dambulla arany temploma |
| 1991 |                         |
| Kulturális (I)(VI) |                         |
| Védett terület: ha, puffer zóna: ha, hivatkozás: 561 |                         |
| A Srí Lanka középpontjában elhelyezkedő Dambulla öt barlangtemploma az ország legnagyobb és legjobb állapotban megőrződött barlangtemplom együttese. A szobrokkal és falfestményekkel díszített templomok története a buddhizmus kezdetéig nyúlik vissza. A barlangok háromszor, az i. e. 1. században, az i. sz. 12. és az i. sz. 18. században játszottak központi szerepet a hívők életében. A területen eredetileg egy buddhista kolostori rend tagjai éltek ebből a korból 80 lakóhely maradványait azonosították. Az első templomban egy 14 méter hosszú fekvő Buddha szobor található. A negyedik templom a legrégebbi, az ötödik barlangtemplomot viszont az 1820-as évek stílusában újították fel. A barlangtemplomokat a sziklafal irányában bővítették, a 12. században díszítették szobrokkal és ekkor már nagyjából elnyerték jelenlegi formájukat. A gazdagon díszített templombelsőkben összesen 154 Buddha szobrot helyeztek el. Körülbelül 2100 négyzetméteres felületet falfestményekkel borítottak be, több rétegben, ugyanis a hagyomány szerint a falak díszítésék időnként fel kell újítani. |                         |

| | Sri Lanka felföldjei |
| 2010 |                      |
| Természeti (IX)(X) |                      |
| Védett terület: 56 844 ha, puffer zóna: 72 645 ha, hivatkozás: 1203 |                      |
| A helyszín három természetvédelmi területből áll (Peak Wilderness Természetvédelmi Terület, Horton Plains Nemzeti Park, és a Knuckles védett erdők), amelyek rendkívül fontosak az ország biológiai sokféleségének megőrzése szempontjából. A védett területek legmagasabb pontjai 2500 méter magasan terülnek el. A térség egymástól elszigetelt völgyeiben a fajok más és más változatai fejlődtek ki, és számos kiemelten veszélyeztetett növény- és állatfaj csak itt fordul elő. A Horton Plains Nemzeti Parkban 87 madár és 24 emlősfaj él, köztük a számbárszarvas. A Knuckles védett erdők az ország összes éghajlati övezetét lefedik, ezekben 1033 növényfajt valamint 247 emlősfajt azonosítottak. Ez utóbbiak negyede endemikus faj. Az itt élő veszélyeztetett élőlények közé tartozik a karcsú lóri és a srí lanka-i vagy más néven ceyloni leopárd. |                      |